# Homer Steinweiss
Homer Steinweiss (25 maart 1982, New York) is een Amerikaans drummer, songschrijver en producer. Hij speelt een belangrijke rol in de Newyorkse soulrevivalscene als drummer en medeoprichter van groepen als Sharon Jones & The Dap-Kings, Lee Fields & The Expressions, Hardly Knew Ya, El Michels Affair, en Dan Auerbach's The Arcs. Samen met Paul Spring leidt hij de folksoulband Holy Hive uit Brooklyn. Als veelgevraagd sessiemuzikant (zowel met als zonder de overige Dap-Kings) heeft Steinweiss met Mark Ronson samengewerkt en speelde hij zodoende mee op het album Back to Black van Amy Winehouse uit 2006.
Andere bands artiesten waarmee Steinweiss heeft opgenomen en getourd zijn onder meer St. Vincent, Foreigner (opgericht door Ronsons stiefvader Mick Jones), The Kills, Bruno Mars, Lady Gaga en Sheryl Crow.

## Biografie

### Jonge jaren
Steinweiss is afkomstig uit een muzikale familie; zijn ouders waren werkzaam in de juwelenindustrie en stimuleerden zijn interesse in muziek. Begin jaren 90 zag hij op de middelbare school van zijn zus een jazzoptreden met een congaspeler in de gelederen. Steinweiss ging op congales, maar toen de leraar vertrok en er geen vervanger kwam stapte hij over op drums. Aanvankelijk luisterde Steinweiss naar grunge, totdat zijn eerste drumleraar Matt Patuto hem kennis liet maken met de funky muziek van James Brown en The Meters. 

### Carriere
Steinweiss ging in 2001 naar de liberale staatsuniversiteit om filosofie te studeren, waren het niet dat hij inmiddels een ervaren muzikant was. Al op 16-jarige leeftijd debuteerde hij als lid van The Mighty Imperials met de single Thunder Chicken. Naast Steinweiss op drums bestond de band uit bassist Nick Movshon, multi-instrumentalist Leon Michels (de latere oprichter van Truth and Soul Records), en zanger Joseph Henry.
De rauwe funk en soulklanken van The Mighty Imperials mondden uit in vele samenwerkingen binnen en buiten Daptone, het label dat speciaal was opgericht voor Sharon Jones & The Dap-Kings. De van oorsprong Britse producer Mark Ronson hoorde Sharon Jones & The Dap-Kings in 2006 en vroeg ze voor een sessie met de toen nog onbekende Amy Winehouse. Dit resulteerde in het album Back to Black waarna ook de carrière van de band in een stroomversnelling kwam. Daptone bracht ook platen uit van o.a. El Michels Affair, Fabulous Three en Menahan Street Band, bands die vrijwel allemaal inspiratie haalden uit soul en funk zoals die in de jaren zestig en zeventig werden gespeeld. Steinweiss zette samen met gitarist Thomas Brenneck het sublabel Dunham op. Hij waakte echter voor purisme en sloot zich naast aan bij The Arcs waarin hij behalve drums ook basgitaar speelde, en Holy Hive.

## Privéleven
Steinweiss is behalve drummer ook illustrator en hondenliefhebber; soms schrijft hij foodblogs.